# Sisyphus thoracicus
Sisyphus thoracicus là một loài bọ cánh cứng trong họ Bọ hung (Scarabaeidae).